# Coniopteryx notata
Coniopteryx notata är en insektsart som beskrevs av Douglas E. Kimmins 1952. Coniopteryx notata ingår i släktet Coniopteryx och familjen vaxsländor. Inga underarter finns listade i Catalogue of Life.